# Волс (Мисисипи)
Волс (енгл. Walls) град је у америчкој савезној држави Мисисипи.

## Демографија
По попису из 2010. године број становника је 1.162.
| Група             | 2000.    | 2010.       |
| Белци             | 0 (0,0%) | 387 (33,3%) |
| Афроамериканци    | 0 (0,0%) | 707 (60,8%) |
| Азијати           | 0 (0,0%) | 7 (0,6%)    |
| Хиспаноамериканци | 0 (0,0%) | 35 (3,0%)   |
| Укупно            | 0        | 1.162       |